# Chorwacki Kościół greckokatolicki
Chorwacki Kościół greckokatolicki – jeden z Kościołów chrześcijańskich 
połączonych unią kościelną z Rzymem. Jego wyznawcy uznają władzę i autorytet papieża.

## Historia
Powiększająca się liczba chrześcijańskich uciekinierów z Imperium Osmańskiego  w XVI i XVII wieku na teren Chorwacji (będącej częścią Królestwa Węgierskiego) skłoniły władców z dynastii Habsburgów do stworzenia hierarchii kościelnej w unii z Rzymem. 21 listopada 1611 papież Paweł V utworzył eparchię Marča. W 1671 po konflikcie z katolikami obrządku łacińskiego ówczesny biskup Pavao Zorčić uznał siebie i swoich następców wikariuszami generalnymi biskupa Zagrzebia.
W 1777 z inicjatywy cesarzowej Marii Teresy papież Pius VI ustanowił diecezję Križevci, podległą początkowo arcybiskupowi Ostrzyhomia, następnie arcybiskupowi Zagrzebia (od 1852). Po I wojnie światowej eparchia objęła wszystkich grekokatolików w Jugosławii. Po rozpadzie Jugosławii utworzone zostały egzarchaty dla Serbii i Czarnogóry (2003), podniesiony w 2018 roku do rangi eparchii oraz Macedonii (2003). Egzarchat w Macedonii ma obecnie status Kościoła sui iuris. 
Obecnie liczba wiernych wynosi 21,509 dla diecezji w Križevci i 22,369 dla egzarchatu Serbii i Czarnogóry. Istnieje też diaspora w USA (Cleveland, Chicago i Pittsburgh). Obecnym zwierzchnikiem jest biskup Milan Stipić.